# Pseudonannolene leucomelas
Pseudonannolene leucomelas är en mångfotingart som beskrevs av Christoph D. Schubart 1947. Pseudonannolene leucomelas ingår i släktet Pseudonannolene och familjen Pseudonannolenidae. Inga underarter finns listade i Catalogue of Life.